# Lombardini Group
Lombardini Group è un'azienda metalmeccanica italiana, con sede a Reggio Emilia; produce motori Diesel fino a 136 kW per settori come edilizia, agricoltura, generazione di corrente, industria e trasporti.

## Storia

### Anni '20
Il nucleo originario delle Officine Lombardini viene fondato a Novellara (RE) da Adelmo Lombardini e dal suo socio Pietro Slanzi nel 1922, anno in cui viene prodotto il primo motore.

### Anni '30

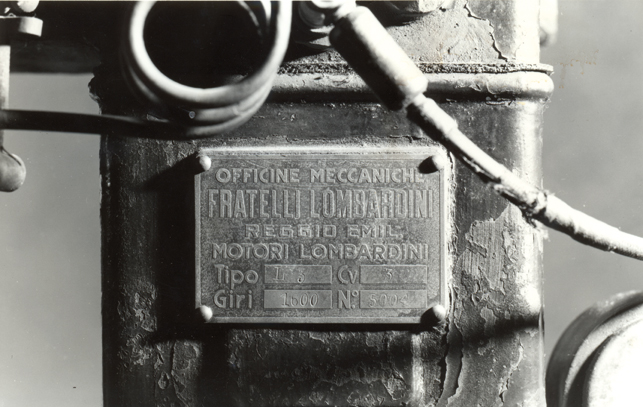
L3, il primo modello di motori della società "Officine Meccaniche Fratelli Lombardini", dettaglio della targhetta (1933).

Il 25 novembre 1933 i fratelli Rainero, Alberto e Adelmo Lombardini costituiscono la società "Officine Meccaniche Fratelli Lombardini" avviando una propria attività imprenditoriale e sancendo un distacco definitivo dal socio Slanzi, rilevando gli impianti di una preesistente azienda meccanica con annessa fonderia nel quartiere Gardenia, nella prima periferia di Reggio nell'Emilia. Nel primo anno di attività l'azienda, che conta 20 operai impiegati nello stabilimento, produce 500 motori, di cui 482 a scoppio e 18 diesel. Dopo aver intrapreso la produzione di prodotti finiti come trattori e motopompe, Lombardini decide di produrre unicamente motori diesel destinati all'agricoltura e ad altri settori dell'industria.
Lombardini partecipa alla sua prima manifestazione fieristica nel 1935: la Fiera agricola di Verona.

### Anni '40

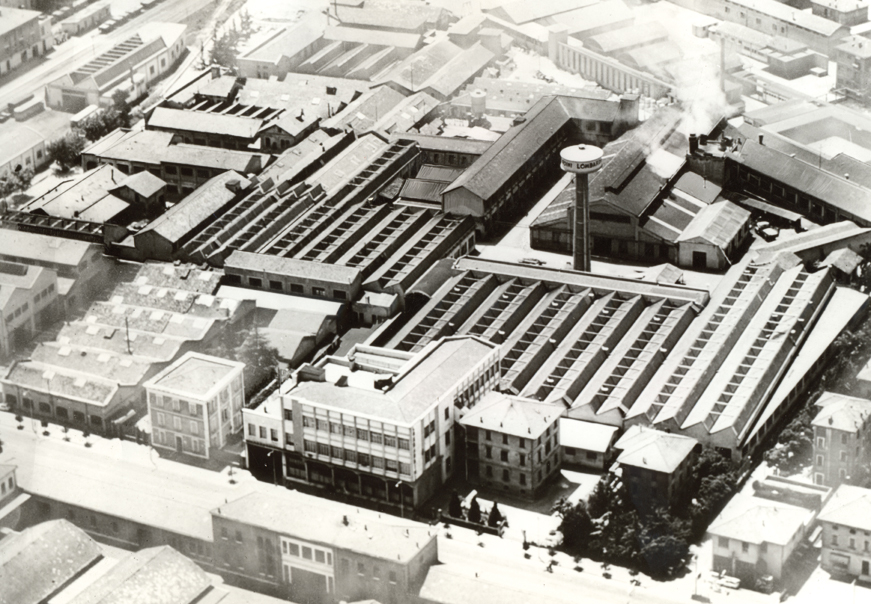
Anni '40, il perimetro dello stabilimento Lombardini evidenziato fotograficamente come si usava all'epoca, sovraesponendo il circondario.

Tra il 1941 e il 1950, Adelmo Lombardini aumenta la fabbricazione nel settore agricolo. La forte ripresa economica generata dalla ricostruzione e l'incremento delle richieste permettono all'azienda di espandere velocemente il proprio business.

### Anni '50

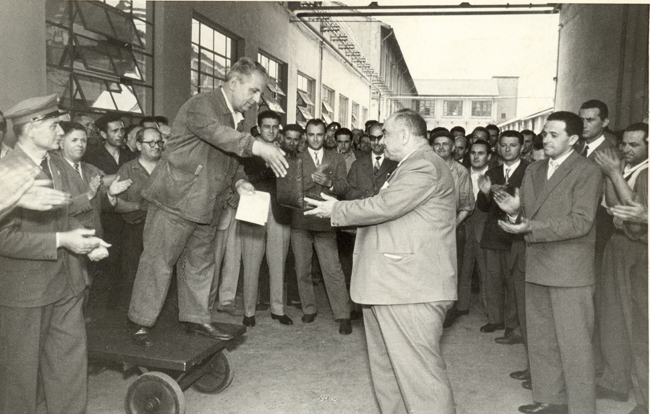
Adelmo Lombardini riceve la nomina a Cavaliere del Lavoro tra i suoi dipendenti a Gardenia.

Negli anni '50 l'azienda si apre al mercato indiano e invia le prime commesse di motori.
Il 2 giugno 1957 Adelmo Lombardini, viene insignito del titolo di Cavaliere del Lavoro, e nello stesso anno l'azienda avvia la serie LA, producendo il primo motore diesel monocilindrico ad iniezione diretta raffreddato ad aria.
Nel 1959 viene fabbricato anche il primo trattore agricolo cingolato: il modello Castoro.

### Anni '60
I risultati degli ultimi anni sono tali da rendere inadeguati gli stabilimenti di Via Galliano in Gardenia e viene aperto nel 1963 l'attuale stabilimento, molto più grande e moderno, a Pieve Modolena (Reggio Emilia). In questi anni vengono aperte le prime filiali estere: Francia (1964), Spagna (1965) e Germania (1967). Alla morte di Adelmo Lombardini, nel 1964, gli succede il figlio Franco.

### Anni '70

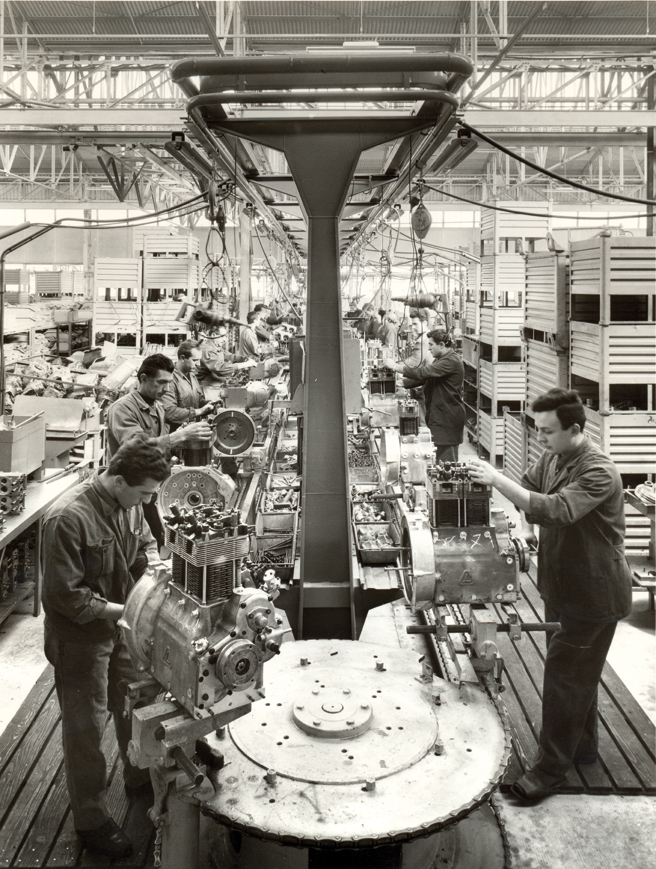
Sul finire degli anni '70 la produzione Lombardini raggiunge cifre notevoli. Nella foto una linea di montaggio.

Negli anni '70, sotto la guida di Franco Lombardini, si interrompe la produzione di prodotti finiti, come trattori e motopompe, per concentrarsi sui motori di piccola cilindrata. Nel 1970 Lombardini realizza il primo motore diesel di piccola cilindrata ad iniezione diretta.
Nel 1974 inaugura il secondo stabilimento in Italia a Rieti che produrrà piccoli motori a benzina.
Nel 1979 inizia la costruzione del Centro di Ricerca e Sviluppo dell'azienda voluto da Franco Lombardini, scomparso nel 1980, e a lui dedicato.

### Anni '80

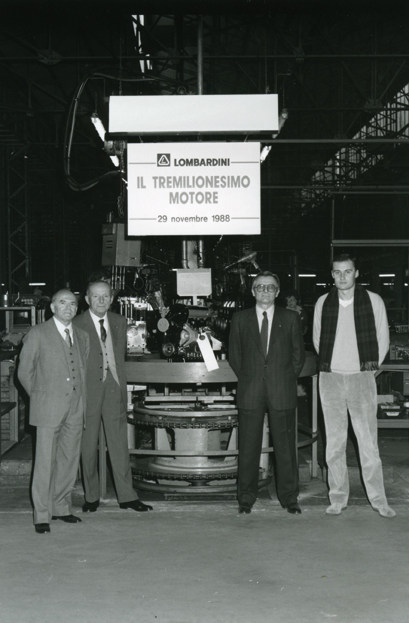
Il 29 novembre 1988 Lombardini festeggia il tremilionesimo motore. Sulla destra il giovane Adelmo Lombardini, figlio di Franco.

Nel 1980 la società tocca il record assoluto di produzione, oltre 200.000 motori, e un anno più tardi viene inaugurato il centro studi. Nel 1986 viene costituita "Lombardini Marine", una sezione dedicata alla realizzazione di motori nautici prodotti nello stabilimento di Rieti.
Nel 1988 avviene il lancio delle famiglie di motori diesel policilindrici raffreddati ad acqua FOCS (Fully Overhead Controlling System) e CHD (Compact Heavy Duty). Nel 1989 viene aperta una filiale in Inghilterra e vengono stipulati accordi di licenza nei Paesi in via di sviluppo.

### Anni '90
Nei primi anni novanta la Lombardini acquisisce l'A.C.M.E. di Valdobbiadene a Treviso, specializzata nella produzione di motori a scoppio, e nel frattempo apre uno stabilimento in Slovacchia.
Nel 1995 l'azienda ottiene la certificazione del sistema di qualità secondo lo standard ISO 9001.
Nell'aprile del 1999 la società entra a far parte del gruppo statunitense Mark IV Industries. Nello stesso anno la Lombardini acquisisce la Ruggerini Motori.

### Dal 2000 ad oggi
Il nuovo millennio inizia con l'apertura dello stabilimento di Martin (Slovacchia), dove verrà concentrata la produzione di motori diesel CHD raffreddati ad acqua. Un anno dopo nasce lo stabilimento indiano ad Aurangabad, nei cui impianti trovano posto linee di lavorazione d'assemblaggio dedicate ai motori monocilindrici diesel per autoveicoli leggeri, estremamente diffusi nel paese.
Nel 2002 l'azienda è certificata "QS9000".
Nel 2006 viene lanciata la gamma City Move, il più piccolo bicilindrico diesel common rail raffreddato ad acqua.
Il 2007 ha segnato per Lombardini l'ingresso nel Gruppo Kohler. Lombardini entra nella divisione "Global Power Group", nello stesso anno viene chiusa la sede di Valdobbiadene (ex A.C.M.E.) che produceva motori a benzina.
Nel 2011 nasce il primo motore diesel a marchio Kohler realizzato in Italia, il KDI (Kohler Direct Injection). Un anno dopo, il KDI vince il premio "Diesel of the Year 2012" assegnato dalla rivista Diesel durante la fiera INTERMAT (Parigi) e Kohler lancia il KD15, un monocilindrico diesel raffreddato ad aria.
Lombardini ha stabilimenti o filiali commerciali in Italia, Francia, Germania, Spagna, Slovacchia e India.

## Gamma corrente[2]

### Raffreddati ad aria
Im359

### Raffreddati ad acqua
| Modello     | Cilindri | Cilindrata [cm³] | Potenza [kw/Hp] | Potenza [kw/Hp] | Potenza [kw/Hp] | Potenza [kw/Hp]     | Coppia massima [Nm@giri/min] |
|             |          |                  | N               | NB              | NA              | Velocità [giri/min] |                              |
| ----------- | -------- | ---------------- | --------------- | --------------- | --------------- | ------------------- | ---------------------------- |
| LDW 442EVO  | 2        | 440              | 8.5/11.5        | -               | -               | 4400                | 21.0@2000                    |
| LDW 492     | 2        | 480              | 8.5/11.5        | -               | -               | 3600                | 28.0@2200                    |
| LDW 502     | 2        | 505              | 4.0/5.4         | -               | -               | 3600                | 20.0@1600                    |
| LDW 523 MPI | 2        | 505              | 15.0/20.4       | -               | -               | 5000                | 39.0@2200                    |
| LDW 702     | 2        | 686              | 12.5/17.0       | 11.7/16.0       | 10.7/14.5       | 3600                | 40.5@2000                    |
| LDW 1003    | 3        | 1028             | 20.0/27.2       | 18.0/24.5       | 16.5/22.4       | 3600                | 67.0@2000                    |
| LDW 1404    | 4        | 1372             | 26.0/35.2       | 24.5/33.3       | 22.4/30.5       | 3600                | 84.0@2000                    |
| LDW 1603    | 3        | 1649             | 29.5/40.1       | 27.6/37.5       | 25.4/34.5       | 3000                | 106.5@1600                   |
| LDW 2204    | 4        | 2199             | 37.5/51.0       | 34.5/46.9       | 32.0/44.0       | 3000                | 144.0@2000                   |
| LDW 2204/T  | 4        | 2199             | 47.0/63.0       | 44.3/60.2       | 40.8/55.5       | 3000                | 190.0@1800                   |
| KDI 1903M   | 3        | 1861             | -               | 31.0/42.0       | -               | 2600                | 133.0@1500                   |
| KDI 1903TCR | 3        | 1861             | -               | 42.0/56.0       | -               | 2600                | 225.0@1500                   |
| KDI 2504M   | 4        | 2482             | -               | 36.4/49.5       | -               | 2600                | 170.0@1500                   |
| KDI 2504TCR | 4        | 2482             | -               | 55.4/75.3       | -               | 2600                | 300.0@1500                   |